# 164 Eva
164 Eva este un asteroid din centura principală, descoperit pe 12 iulie 1876, de Paul Henry i Prosper Henry.